# Katarina Strika
Katarina Strika est une karatéka serbe surtout connue pour avoir remporté une médaille de bronze en kumite individuel féminin moins de 60 kilos aux championnats du monde de karaté 2008 à Tōkyō, au Japon.

## Résultats
| Résultat           | Date             | Épreuve                   | Catégorie | Compétition                | Ville hôte               |
| ------------------ | ---------------- | ------------------------- | --------- | -------------------------- | ------------------------ |
| 7e place           | Mai 2007         | Kumite individuel - 60 kg | Seniors   | Championnats d'Europe 2007 | Bratislava, en Slovaquie |
| Médaille de bronze | 15 novembre 2008 | Kumite individuel - 60 kg | Seniors   | Championnats du monde 2008 | Tōkyō, au Japon          |